# Lil Nas X
Montero Lamar Hill, mer känd som Lil Nas X, född 9 april 1999 i Atlanta, Georgia, är en amerikansk rappare, sångare och låtskrivare. 
I februari 2019 släppte han sin första låt "Old Town Road" som blev känd runtom i världen genom Tiktok. I april 2019 kom även en remix med Diplo. I juni samma år släppte han sin första EP 7 EP med låtarna "Panini, "Rodeo" och "Bring U Down". Han har även släppt en remix av "Old Town Road" med Billy Ray Cyrus, Young Thug och Mason Ramsay. Hans senaste album Montero släpptes den 17 september 2021.

## Diskografi

### Album
- Montero (2021)

### EP
- 7 (2019)

### Singlar
- "Old Town Road" (2018)
- "Panini" (2019)
- "Rodeo" (2020)
- "Holiday" (2020)
- "Montero (Call Me by Your Name)" (2021)
- "Sun Goes Down" (2021)
- "Industry Baby" (2021)